# Leptogomphus pendleburyi
Leptogomphus pendleburyi är en trollsländeart som beskrevs av Harry Hyde Laidlaw, Jr. 1934. Leptogomphus pendleburyi ingår i släktet Leptogomphus och familjen flodtrollsländor. Inga underarter finns listade i Catalogue of Life.